# Rhinosciurus laticaudatus
O Rhinosciurus laticaudatus é uma espécie de esquilo. É a unica espécie do género Rhinosciurus. É encontrado em florestas na Malásia Peninsular (possivelmente também em áreas adjacentes no sul da Tailândia), Singapura, Sumatra e Bornéu. Este esquilo se alimenta principalmente de insetos e minhocas. É muito parecido com os musaranhos-arborícolas do genêro tupaia na aparência, mas o esquilo Rhinosciurus laticaudatus pode ser reconhecido pelo menor abertura da boca, e cauda mais curta e espessa.